# 葛拉姆馬薩拉
葛拉姆馬薩拉（英語：Garam masala，直譯為綜合辛香料），由多種辛香料磨成粉末混合而成，屬於馬薩拉的一種，常見於印度北部和南亞烹飪中，可以是單獨或配以其他調味料使用。葛拉姆馬薩拉是綜合多種辛香料的辛辣調味料，但不像辣椒那麼強烈。

## 材料
葛拉姆馬薩拉的配方按地域或廚師而各有差異，而且不會說某一個配方才算是正統，比較常見的材料有白胡椒、黑胡椒、丁香、柴桂葉、肉荳蔻、肉荳蔻皮、黑孜然、孜然、肉桂、小豆蔻、香豆蔻、芫荽籽、茴香、辣椒粉等等。

## 外部連結

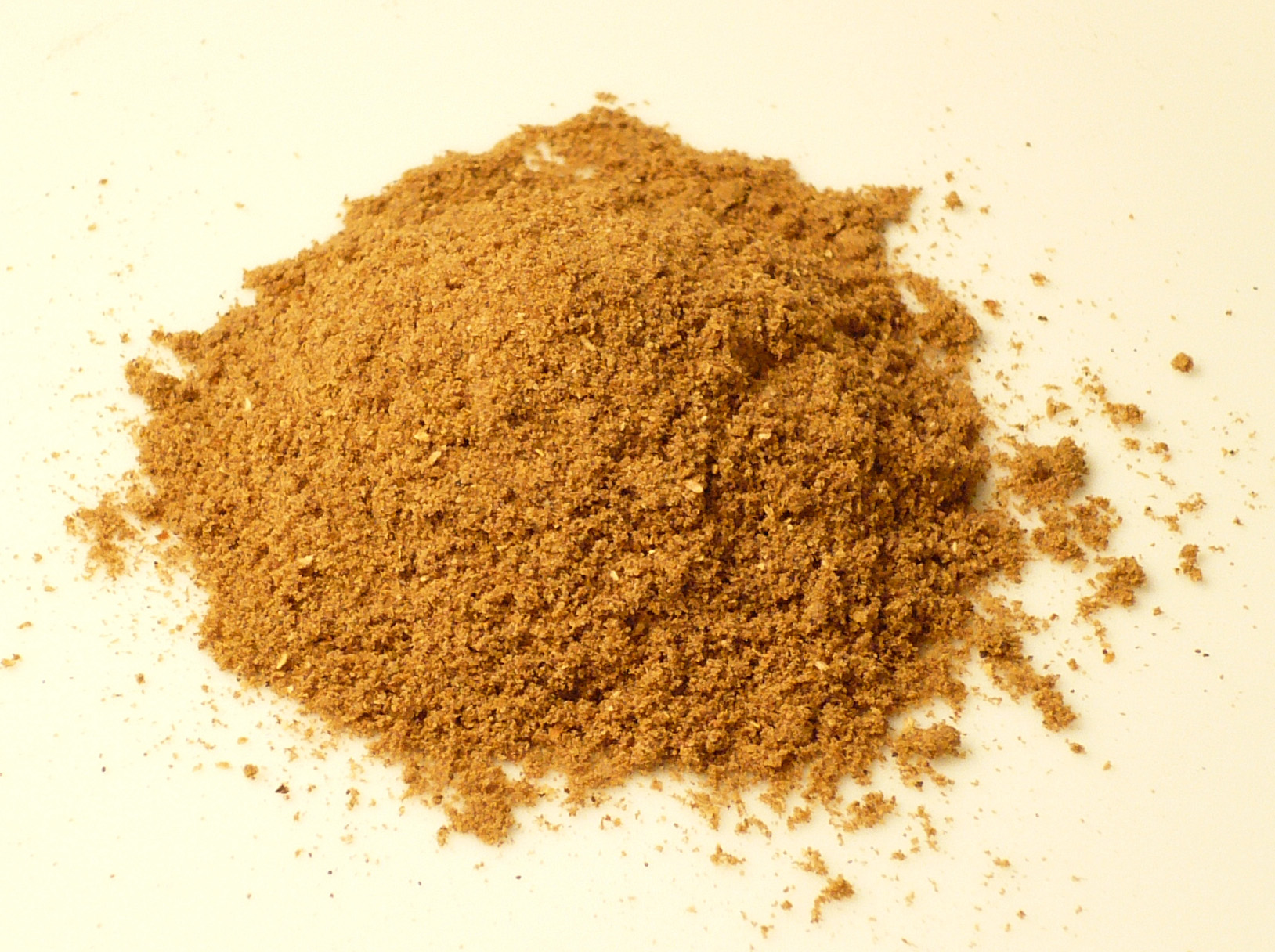
葛拉姆馬薩拉

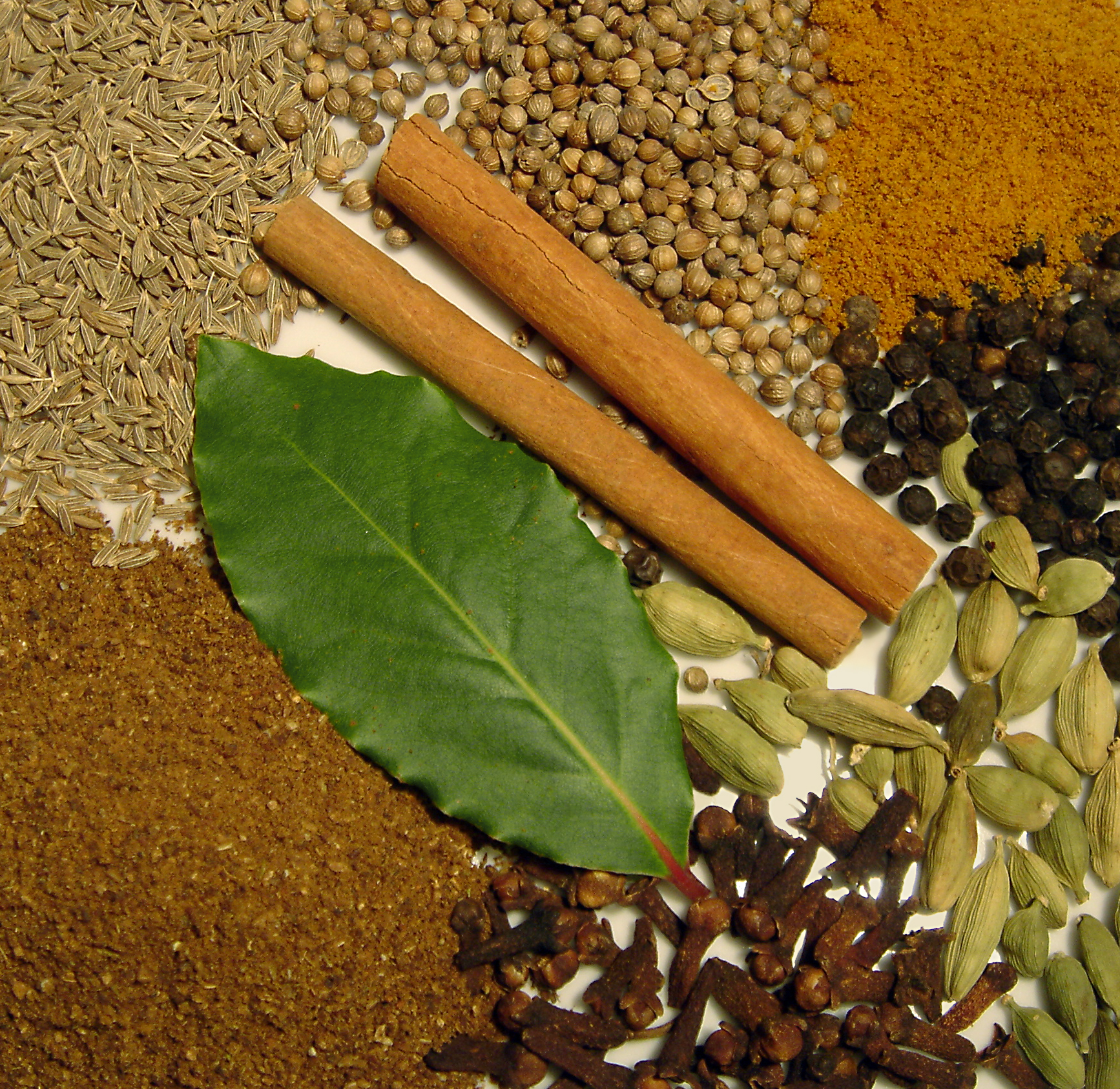
製作葛拉姆馬薩拉的香料

- Kerala Garam masala （页面存档备份，存于）
- Punjabi and Kashmiri Garam Masala （页面存档备份，存于）
- Masala and curry powders （页面存档备份，存于）
- Another garam masala recipe （页面存档备份，存于）
- Punjabi garam masala recipe - learn to make Punjabi garam masala at home